# 弗里德里希·古爾達
弗里德里希·古爾達（德語：Friedrich Gulda，1930年5月16日—2000年1月27日），奧地利鋼琴家、作曲家。早年以演奏貝多芬鋼琴曲目著稱，晚年則將自己的興趣轉往爵士樂與即興演奏。

## 生平
弗里德里希·古爾達生於維也納，從七歲開始學琴，師從費利克斯∙帕佐夫斯基（Felix Pazofsky），嗣後進入維也納音樂學院，分別在布鲁诺·赛德尔霍费尔與约瑟夫·马克思門下學習鋼琴以及音樂作曲理論。十六歲那年，他在日內瓦贏得他的第一項國際鋼琴競賽，旋即展開世界性的鋼琴演奏會之旅。二十歲的古爾達即能夠在紐約卡內基音樂廳彈奏全本的貝多芬奏鳴曲，因此被稱為傑出的貝多芬鋼琴演奏家。翌年，他在布宜諾斯艾利斯也演出了同一套曲目。
1950年代之後，古爾達開始接觸爵士樂，並逐漸產生濃厚的興趣。1956年，他在美國新港爵士音樂節演出，隨後又到美國爵士乐俱乐部鸟园演奏。他不但寫了很多的爵士樂曲，協助創立歐洲爵士交響樂團與即興音樂學校，後來也在自己的演奏會中融合古典音樂與爵士樂。然而這些在1970年代的混合音樂會並未受到高評價。1982年他與爵士鋼琴家奇克·柯瑞亚開始合作，兩人推出了一張混合爵士與古典樂風格，漫長的即興演奏曲專輯 "The Meeting"。此外，他也實驗過用改裝的大鍵琴演奏巴赫的曲目。然而這些表演以及他特立獨行的個性，並沒有讓他成為特別成功的跨界演奏家，反而獲得「问题少年」的暱稱。1999年3月，出現謠言称深居簡出的古爾達已去世，數日後卻又「復活」而令人錯愕。之後不到一年，古爾達就真的因為心臟病發而逝世，享年六十九歲。

## 評價
雖然古爾達早年以詮釋貝多芬的鋼琴曲目聞名於世，事實上他對於演奏巴赫，莫札特，舒伯特，蕭邦，德布西以及拉威爾也有自己的心得與見解。他曾表示，比較起貝多芬，他覺得自己「和海頓、莫札特和印象派作曲家心靈上更接近」。由於古爾達在中年之後受到爵士樂風的影響，除了即興作曲外，在彈奏古典樂曲目時也會帶有一些即兴風格，最明顯的是他晚年所灌錄的莫札特專輯，在演奏時使用了大量的裝飾音。

## 作品節選

### 商業錄音
- (CD). 20世紀偉大鋼琴家（英语：Great Pianists of the 20th Century） 40. Philips Classics. 1998. 456 817-2.
- (CD). 20世紀偉大鋼琴家 41. Philips Classics. 1999. 456 820-2.
- 1967年開始，古爾達重新錄製了貝多芬奏鳴曲全集，這套錄音兼備演奏技巧與詮釋深度，也成為他在貝多芬演奏成就方面的定評。

## 個人生活
古爾達結過兩次婚，有三個小孩。其中保罗以及瑞科也都是鋼琴家，而古爾達的第二任妻子祐子·古爾達（Yuko Gulda，日本人，舊姓脇山）也是一位鋼琴家。

## 軼事
- 古爾達並不喜歡教鋼琴，但他在維也納也指導過一些學生，其中包括瑪塔·阿格麗希。
- 維也納音樂學院曾經想要頒發貝多芬戒指給他，以表彰他的成就，古爾達接受后经过考虑又將之退還。